# Хук, Сидни
Сидни Хук (англ. Sidney Hook; 20 декабря 1902, Нью-Йорк — 12 июля 1989, Станфорд (Калифорния)) — американский философ, представитель прагматизма.

## Биография
Родился 20 декабря в Бруклине, Нью-Йорк в семье иммигрантов из Австро-Венгрии. Еврей. Отец — Айзек Хук, мать — Дженни Хук. Посещал среднюю школу для мальчиков  (1916-19).
Высшее образование получил в Сити-колледже (1919-23), где учился у Морриса Р. Коэна  и где подружился с будущим коллегой-философом Э. Нагелем. Получив степень бакалавра, продолжил обучение у Джона Дьюи в Колумбийском университете. Здесь защитил под его руководством диссертацию на степень доктора философии в 1927.
1928-29 годы провёл в Мюнхене, Берлине и Москве, слушал лекции Г. Рейхенбаха и марксистского теоретика Карла Корша, работал в Институте марксизма — ленинизма.
C 1927 преподавал философию в Нью-Йоркском университете, с 1939 — профессор, с 1957 декан. Вышел в отставку в 1972. Лектор Новой школы социальных исследований с 1931. Приглашённый профессор в Гарварде (1961) и Калифорнийском университете в Сан-Диего (1975). Был сотрудником Гуверовского института с 1973. Являлся организатором многих научных и социальных сообществ. В 1959-60 президент восточного отделения Американской философской ассоциации. С 1960 многие американские университеты присуждали ему почётную докторскую степень. Член Американской академии искусств и наук (1965). Получил Президентскую медаль Свободы в 1985.
В 1924-33 был женат на Кэрри Кац. У пары родился сын Джон Бернард.
В 1935 Хук женился  на Энн Зинкен. В этом браке родились двое детей: Эрнест Бенджамин и Сьюзан Энн.

## Взгляды
Стал социалистом в университетские годы, застав Юджина Дебса в качестве руководителя Соцпартии.
В 1920-х и начале 1930-х гг. придерживался идей марксизма, записался в прокоммунистический профсоюз преподавателей, поддерживал кандидатуру У. З. Фостера от Коммунистической партии США на выборах 1932 года. Однако приход к власти Гитлера (в пособничестве чему обвинял Коминтерн) и Большой террор Сталина заставили его изменить взгляды, поскольку задачи мировой революции были подчинены «интересам России как государства».
Поначалу он оставался на левых антисталинистских позициях: в 1933 году наряду с Джеймсом Бернхемом стал органайзером Американской партии трудящихся А. Й. Масти, затем проводил публичные диспуты о значении марксизма с Максом Истменом, в 1937 году вошёл в Комиссию Дьюи, опровергшую обвинения, предъявленные Льву Троцкому на московских процессах. Однако в итоге Хук превратился в прагматиста и антикоммуниста, выступая против коммунизма словом и делом. В частности, он стал одним из организаторов Комитета по культурной свободе и Конгресса культурной свободы. Однако он продолжал считать себя социал-демократом, «демократическим социалистом» и светским гуманистом (подписал Второй гуманистический манифест).
В годы холодной войны выступал за запрет Коммунистической партии и подобных ей организаций. В 1960-х годах выступал как частый критик «новых левых», поддерживал войну во Вьетнаме и решение губернатора Калифорнии Рональда Рейгана уволить из университета Анджелу Дэвис за её членство в КП США. Повлиял на становление неоконсерватизма. В 1985 году президент Рейган вручил ему медаль Свободы в один день с Фрэнком Синатрой и Джимми Стюартом.